# Асаф, Оздемир
Оздемир Асаф (тур. Özdemir Asaf, имя при рождении Халит Оздемир Арун (тур. Halit Özdemir Arun), 11 июня 1923, Анкара — 28 января 1981, Стамбул) — турецкий поэт.

## Биография
Родился 11 июня 1923 года в Анкаре в семье Мехмета Асаф-бея и Хамидие-ханум. Отец Оздемира умер, когда ему было 7 лет. После смерти отца Оздемир с матерью переехали в Стамбул. В 1930 году будущий поэт поступил в Галатасарайский лицей, в 1941 году в лицей Кабаташ, который окончил через год. Затем поступил на юридический факультет Стамбульского университета, через три года перевёлся на экономический факультет. В 1946 году бросил учёбу, начал работать страховым агентом и женился на Сабахат Сельме Тезакын, у них была дочь Седа Арун.
В 1948 году служил в армии. В 1951 году открыл издательство «Sanat (Art) Printing House», в 1955 — «Roundtable Press».
В 1963 году женился на фотографе Йылдыз Моран, у них было трое детей — Гюн, Ольгун и Эткин.
В 1966 году по приглашению Ассоциации писателей югославской Республики Македонии  принимал участие в поэтическом конгрессе, проходившем в Югославии.
С декабря 1980 года лечился от лёгочного заболевания. Умер 28 января 1981 года в Стамбуле от опухоли мозга. Похоронен на кладбище Ашиян.

### Творчество
Писал и переводил стихи. Работал переводчиком в газетах «Zaman» и «Tanin». В 1939 году опубликовал в журнале «Servet-i Fünun — Uyanış» первое стихотворение. В 1955 году издал первый сборник стихов «Dünya Gözüme Kaçtı». Произведения наполнены сатирой и иронией. Со временем начал сокращать количество строк в своих стихах, а также чаще использовать игру слов.
По воспоминаниям дочери Оздемира Асафа Седы Арун их дом часто посещали такие поэты, как Фазыл Хюсню Дагларджа, Саит Фаик Абасыянык, Пеями Сафа и Бедри Рахми Эюбоглу.